# Nowe środki transportu
Nowe środki transportu – pojęcie zdefiniowane w ustawie o podatku od towarów i usług, które oznacza przeznaczone do transportu
osób lub towarów: 
1. pojazdy lądowe takie jak: samochody osobowe, pojazdy mechaniczne przeznaczone do przewozu  dziesięciu lub więcej osób, niektóre pojazdy mechaniczne przeznaczone do transportu  towarów, niektóre pojazdy mechaniczne przeznaczone do celów specjalnych, lokomotywy szynowe, wagony osobowe, towarowe i specjalne, motocykle, rowery, wózki inwalidzkie, napędzane silnikiem o pojemności skokowej większej niż 48 centymetrów sześciennych lub o mocy większej niż 7,2 kilowatów, jeżeli przejechały nie więcej niż 6.000 kilometrów lub od momentu dopuszczenia ich do użytku upłynęło nie więcej niż 6 miesięcy; za moment dopuszczenia do użytku pojazdu lądowego uznaje się dzień, w którym został on pierwszy raz zarejestrowany w celu dopuszczenia do ruchu drogowego lub w którym po raz pierwszy podlegał on obowiązkowi rejestracji w celu dopuszczenia do ruchu drogowego w zależności od tego, która z tych dat jest wcześniejsza; jeżeli nie można ustalić dnia pierwszej rejestracji pojazdu lądowego lub dnia, w którym podlegał on pierwszej rejestracji, za moment dopuszczenia do użytku tego pojazdu uznaje się dzień, w którym został on wydany przez producenta pierwszemu nabywcy, lub dzień, w którym został po raz pierwszy użyty dla celów demonstracyjnych przez producenta;
2. pojazdy wodne, takie jak: statki i podobne jednostki pływające przeznaczone do przewozów osób i towarów, statki rybackie, łodzie żaglowe wycieczkowe lub sportowe, łodzie wiosłowe i kajaki, o długości większej niż 7,5 metra, jeżeli były używane nie dłużej niż 100 godzin roboczych na wodzie lub od momentu ich dopuszczenia do użytku upłynęło nie więcej niż 3 miesiące; za moment dopuszczenia do użytku pojazdu wodnego uznaje się dzień, w którym został on wydany przez producenta pierwszemu nabywcy, lub dzień, w którym został po raz pierwszy użyty dla celów demonstracyjnych przez producenta;
3. statki powietrzne  takie jak: szybowce, lotnie, sterowce, statki powietrzne bez napędu, samoloty i śmigłowce, o maksymalnej masie startowej większej niż 1550 kilogramów, jeżeli były używane nie dłużej niż 40 godzin roboczych lub od momentu ich dopuszczenia do użytku upłynęło nie więcej niż 3 miesiące; za moment dopuszczenia do użytku statku powietrznego uznaje się dzień, w którym został on wydany przez producenta pierwszemu nabywcy, lub dzień, w którym został po raz pierwszy użyty dla celów demonstracyjnych przez producenta.